# Ernest Bejda
Ernest Gerard Bejda (ur. 24 września 1973 w Chełmie) – polski prawnik i urzędnik państwowy.
W latach 2006–2009 zastępca szefa Centralnego Biura Antykorupcyjnego, w latach 2015–2016 p.o. szefa CBA, a w latach 2016–2020 szef tej instytucji.

## Życiorys
Ukończył w 1997 studia prawnicze na Wydziale Prawa i Administracji Uniwersytetu Marii Curie-Skłodowskiej w Lublinie. Odbył aplikację prokuratorską w latach 1997–1999 (zakończoną zdaniem egzaminu prokuratorskiego) oraz aplikację adwokacką w latach 2000–2004.  W latach 2000–2002 był specjalistą w Wydziale Prawnym oraz Departamencie Kontrolno-Operacyjnym w Generalnym Inspektoracie Celnym. W latach 2002–2004 był zatrudniony w kancelarii adwokackiej. Od 2004 pracował jako adwokat, prowadząc własną praktykę.
W 2005 Mariusz Kamiński, powołany na pełnomocnika rządu ds. opracowania programu zwalczania nadużyć w instytucjach publicznych, powierzył mu stanowisko eksperta prawnego. We wrześniu 2006 Ernest Bejda został zastępcą szefa CBA Mariusza Kamińskiego. Odwołano go z tej funkcji w październiku 2009.
W 2010 zwolniony ze służby w CBA, pracował m.in. jako radca prawny. W wyborach w 2011 bez powodzenia kandydował do Sejmu z listy Prawa i Sprawiedliwości. Pracował także w spółce Srebrna.
1 grudnia 2015, po przyjęciu rezygnacji złożonej przez Pawła Wojtunika, premier Beata Szydło powierzyła mu pełnienie obowiązków szefa CBA. 19 lutego 2016 nominowany na szefa tej instytucji. 19 lutego 2020 zakończył czteroletnią kadencję na tym stanowisku. W grudniu 2023 ponownie zwolniono go ze służby w CBA.
W latach 2020–2024 członek zarządu PZU. Powierzono mu nadzór nad obszarami bezpieczeństwa i zakupów, Pionem Rozwoju Biznesu oraz Pionem Operacji, od września 2020 także nad Pionem Obsługi Szkód, Świadczeń i Kanałów Zdalnych, a w późniejszym czasie również nad obszarem analiz i efektywności procesów. Został także dyrektorem grupy, a w późniejszym czasie członkiem zarządu, w spółce PZU Życie (odwołany z tego stanowiska w lutym 2024 roku) oraz członkiem rad nadzorczych spółek zależnych PZU: PZU Centrum Operacji (wraz z funkcją przewodniczącego RN), Alior Banku (wraz z funkcją zastępcy przewodniczącego RN, do 2024) oraz TFI PZU (odwołany z TFI PZU w 2024 roku).

## Odznaczenia i nagrody
- Medal „Zasłużony dla Prokuratury Rzeczypospolitej Polskiej” (2021)[17]